# Puk (pies)

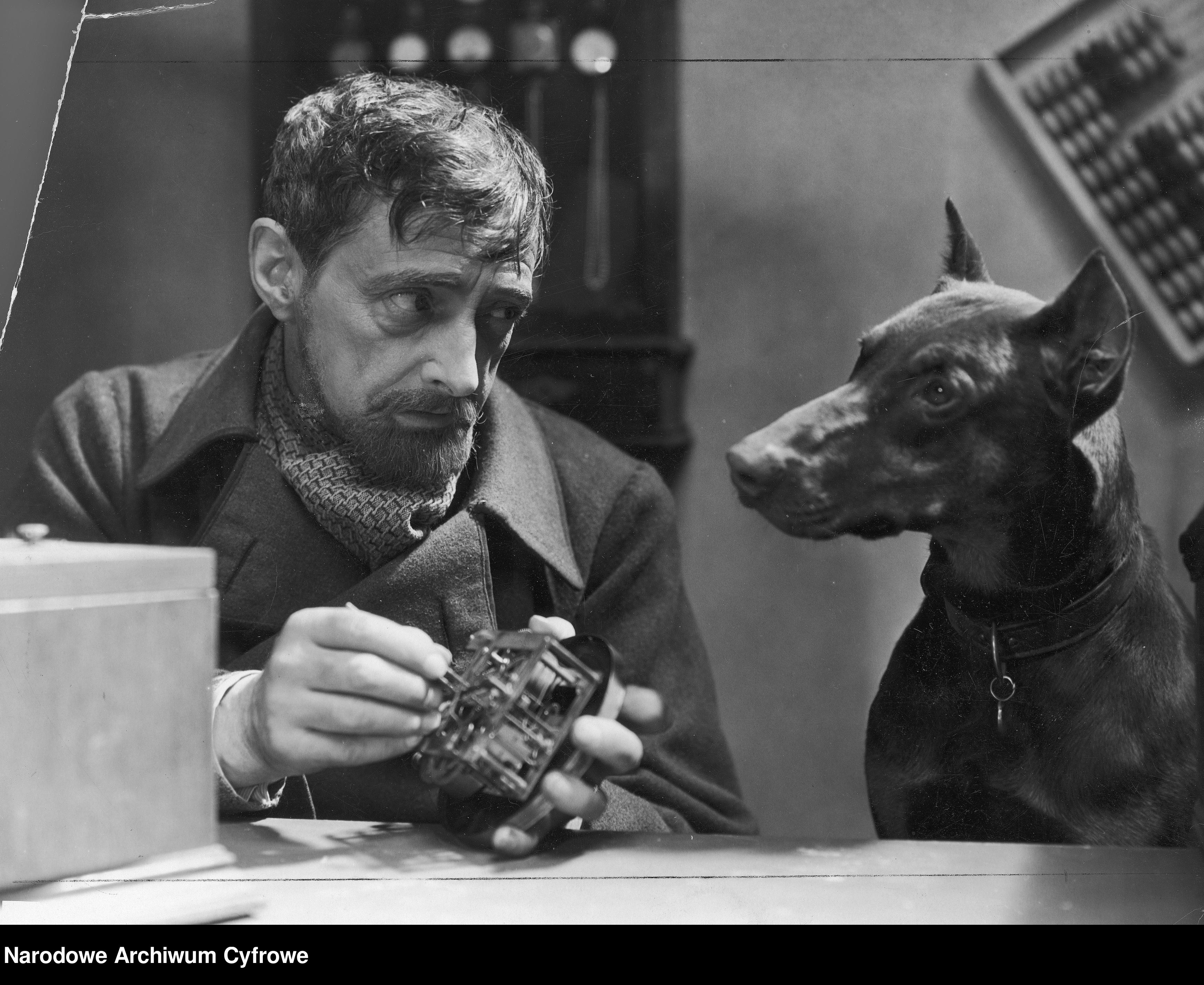
Józef Węgrzyn i Puk w scenie z filmu Dzieje grzechu (1933)

Puk (ur. ok. 1928, zm. po 1936) – doberman aktora Jana Dobosz-Bielicza, odtwórca ról filmowych i teatralnych. Mieszkał w Piasecznie. 
Pies był znakomicie wytresowany, dzięki czemu nieraz brał udział w przedstawieniach teatralnych. Wiosną 1933 r. grał w sztuce Juliusza Wirskiego Kwadrans przed świtem w Teatrze Nowym, w kolejnym sezonie występował w Teatrze Narodowym w sztuce Leonida Andriejewa Ten, którego biją po twarzy (z Jadwigą Andrzejewską w roli głównej). Krytyka stwierdziła, iż "wykonał z precyzją i talentem swoją rolę". W połowie lat trzydziestych wraz ze swym opiekunem Puk należał do zespołu Teatru Ziemi Pokucko-Podolskiej w Stanisławowie. Z zespołem tym często występowali w miastach i miasteczkach Kresów Południowo-Wschodnich. 
Puk wystąpił także w kilku polskich filmach. Był jedynym psim aktorem w przedwojennej polskiej kinematografii, którego role nie sprowadzały się tylko do statystowania. Jego debiut filmowy miał miejsce w 1933 roku w Dziejach grzechu Henryka Szaro. Niedługo potem pojawił się jako pies szpiegowski w Szpiegu w masce Mieczysława Krawicza. W 1935 roku wystąpił w jednej z głównych ról, obok Adolfa Dymszy, Marii Bogdy i małej Basi Wywerkówny, w filmie ABC miłości w reżyserii Michała Waszyńskiego. Zagrał w nim rolę Teofila – niezwykle mądrego i zaradnego psa pomagającego swemu panu w prowadzeniu szkoły rewiowej i sklepu spożywczego, a także w wychowywaniu małej dziewczynki. Po tej roli pies stał się bohaterem kilku artykułów w prasie branżowej. W jednej z epizodycznych ról wystąpił w tym filmie również jego właściciel.

## Filmografia
- 1933: Dzieje grzechu (pies pasera)
- 1933: Szpieg w masce (pies szpiegowski)
- 1935: ABC miłości (Teofil)